# Margaret Court
Margaret Smith Court (Albury, 1942. július 16. –), ismertebb nevén Margaret Court, lánykori nevén Margaret Smith, egykori világelső ausztrál hivatásos teniszező.
Ő minden idők legeredményesebb teniszezője: összesen 62 Grand Slam-tornát nyert meg, ami máig rekord (egyéniben 24 – rekord, párosban 19, vegyes párosban 19 – rekord). 1970-ben teljesítette a Grand Slamet, azaz megnyerte egyéniben mind a négy nagy tornát. Karrierje során mindhárom versenyszámban teljesítette a karrier Grand Slamet, és ő az egyetlen, aki mind a négy nagy tornán, mindhárom versenyszámban legalább kétszer nyerni tudott.
Az Australian Openen tizenegyszer diadalmaskodott egyéniben, ami szintén rekord, a torna egyik stadionját az ő tiszteletére nevezték el.
2015-ben a teniszhírességek csarnokának (International Tennis Hall of Fame) tagjai közé választották.

## Egyéni Grand Slam győzelmei
| Év   | Helyszín             | Ellenfél a döntőben     | Eredmény a döntőben   |
| ---- | -------------------- | ----------------------- | --------------------- |
| 1960 | Australian Open      | Jan Lehane O'Neill      | 7–5, 6–2              |
| 1961 | Australian Open (2)  | Jan Lehane O'Neill      | 6–1, 6–4              |
| 1962 | Australian Open (3)  | Jan Lehane O'Neill      | 6–0, 6–2              |
| 1962 | Roland Garros        | Lesley Turner Bowrey    | 6–3, 3–6, 7–5         |
| 1962 | US Open              | Darlene Hard            | 9–7, 6–4              |
| 1963 | Australian Open (4)  | Jan Lehane O'Neill      | 6–2, 6–2              |
| 1963 | Wimbledon            | Billie Jean King        | 6–3, 6–4              |
| 1964 | Australian Open (5)  | Lesley Turner Bowrey    | 6–3, 6–2              |
| 1964 | Roland Garros (2)    | Maria Bueno             | 5–7, 6–1, 6–2         |
| 1965 | Australian Open (6)  | Maria Bueno             | 5–7, 6–4, 5–2 feladta |
| 1965 | Wimbledon (2)        | Maria Bueno             | 6–4, 7–5              |
| 1965 | US Open (2)          | Billie Jean King        | 8–6, 7–5              |
| 1966 | Australian Open (7)  | Nancy Richey Gunter     | visszalépett          |
| 1969 | Australian Open (8)  | Billie Jean King        | 6–4, 6–1              |
| 1969 | Roland Garros (3)    | Ann Haydon-Jones        | 6–1, 4–6, 6–3         |
| 1969 | US Open (3)          | Nancy Richey Gunter     | 6–2, 6–2              |
| 1970 | Australian Open (9)  | Kerry Melville Reid     | 6–1, 6–3              |
| 1970 | Roland Garros (4)    | Helga Niessen Masthoff  | 6–2, 6–4              |
| 1970 | Wimbledon (3)        | Billie Jean King        | 14–12, 11–9           |
| 1970 | US Open (4)          | Rosemary Casals         | 6–2, 2–6, 6–1         |
| 1971 | Australian Open (10) | Evonne Goolagong Cawley | 2–6, 7–6, 7–5         |
| 1973 | Australian Open (11) | Evonne Goolagong Cawley | 6–4, 7–5              |
| 1973 | Roland Garros (5)    | Chris Evert             | 6–7, 7–6, 6–4         |
| 1973 | US Open (5)          | Evonne Goolagong Cawley | 7–6, 5–7, 6–2         |